# Вайдхаузен-бай-Кобург
Ва́йдхаузен-бай-Ко́бург (нем. Weidhausen bei Coburg) — община в Германии, в федеральной земле Бавария.
Подчиняется административному округу Верхняя Франкония. Входит в состав района Кобург. Население составляет 3199 человек (на 31 декабря 2010 года). Занимает площадь 9,61 км².
Коммуна подразделяется на 3 сельских округа.

## Население
По оценке на 31 декабря 2015 года население общины Вайдхаузен-бай-Кобург составляет 3163 чел. 

| Дата      | 1840 | 1871 | 1900 | 1925 | 1939 | 1950 | 1961 | 1970 | 1987 | 2011 |
| --------- | ---- | ---- | ---- | ---- | ---- | ---- | ---- | ---- | ---- | ---- |
| Население | 913  | 1325 | 1769 | 1841 | 1974 | 2967 | 2918 | 2989 | 2971 | 3160 |

| Год       | 1960 | 1970 | 1980 | 1990 | 2000 | 2009 | 2010 | 2011 | 2012 | 2013 | 2014 | 2015 |
| --------- | ---- | ---- | ---- | ---- | ---- | ---- | ---- | ---- | ---- | ---- | ---- | ---- |
| Население | 2936 | 2992 | 2991 | 3130 | 3451 | 3233 | 3199 | 3125 | 3130 | 3140 | 3161 | 3163 |